# Danh sách nhân vật trong Cướp biển vùng Caribbean
Dưới đây là danh sách các nhân vật xuất hiện trong loạt phim điện ảnh Cướp biển vùng Caribbean.

## Nhân vật chính

### Jack Sparrow
Thuyền trưởng Jack Sparrow là nhân vật chính của loạt phim, do Johnny Depp thủ vai. Lần đầu xuất hiện trong Cướp biển vùng Caribbean: Lời nguyền của tàu Ngọc Trai Đen (2003), anh tiếp tục xuất hiện trong tất cả các phần sau là Chiếc rương tử thần (2006), Nơi tận cùng thế giới (2007), Dòng chảy lạ (2011) và Salazar báo thù (2017). Depp cho biết nhân vật Jack dựa trên nguyên mẫu tay chơi guitar Keith Richards và nhân vật hoạt hình Pepé Le Pew. Anh đặc biệt nhấn mạnh việc giới thiệu mình là "Thuyền trưởng" Jack Sparrow.